# Scirtetes robustus
Scirtetes robustus är en stekelart som först beskrevs av Woldstedt 1877.  Scirtetes robustus ingår i släktet Scirtetes och familjen brokparasitsteklar. Arten är reproducerande i Sverige. Inga underarter finns listade i Catalogue of Life.